# Music on Top
Music on Top (en hangul, 뮤직온탑), fue un programa de música de Corea del Sur transmitido por la cadena de televisión de pago JTBC entre 2011 y 2012. Era presentado por Yoon Doo-joon del grupo musical Beast y el actor Lee Hyun-woo, y fue transmitido en vivo todos los miércoles desde el Hoam Art Hall en Jung-gu, Seúl, Corea del Sur.
Tras la desaparición de programas musicales similares, como K-Pop Con de Channel A y Show! K Music, que pertenecían a otras cadenas más pequeñas, el programa se colocó en una pausa indefinida después de su transmisión del 14 de marzo de 2012. Los medios de comunicación atribuyeron esto a la incapacidad del programa para distinguirse de la multitud de programas de música popular que se transmitían por otras redes terrestres y de cable en ese momento, y su incapacidad para mejorar su audiencia constantemente baja.

## Historia
La noticia del próximo nuevo programa musical de JTBC se anunció por primera vez el 24 de noviembre de 2011. Titulado Music on Top, el primer episodio se transmitió en vivo desde el Hoam Art Hall en Jung-gu, Seúl, el jueves 8 de diciembre a las 18:25 hrs. (KST), coincidiendo con la transmisión del programa musical M! Countdown de la cadena de televisión por cable Mnet, que se emitió a las 18:00 hrs. (KST) el mismo día. Esto generó preocupaciones de los medios y el personal de la industria sobre si el programa podría competir activamente con M! Countdown por audiencia, ya que ambos programas se transmitían en el mismo horario y la popularidad del programa de Mnet atraía mucho más a los artistas a presentarse allí.
Después de solo dos meses de estar al aire, JTBC cambió el día de transmisión de jueves a miércoles a las 18:40 hrs. (KST) a partir del 15 de febrero de 2012. Varios medios de comunicación informaron que el motivo del cambio fue la creciente dificultad para conseguir más artistas para que aparecieran en el show, ya que la mayoría elegía asistir a M! Countdown en su lugar. JTBC negó que este fuera el caso.
El 27 de marzo de 2012, los medios de comunicación informaron que el programa estaba en proceso de ser cancelado después de programas de música similares; Show! K Music de MBN y K-Pop Con de Channel A se habían estrenado casi al mismo tiempo que Music on Top, y ya otros programas de cadenas menores habían sido cancelados debido a los bajos niveles de audiencia y problemas de contratación. La especulación fue alimentada por la eliminación del programa del horario de transmisión de la red después del episodio del 14 de marzo. En respuesta, JTBC declaró que la transmisión de esa semana ya había sido preparada, y mientras las discusiones estaban en curso sobre la continuación del programa, no se había decidido nada. El productor Kim Hyung-joong negó que el programa fuera cancelado y afirmó que originalmente se planeó una pausa de dos semanas, durante la cual se prepararían nuevas ideas para el programa, debido al desarrollo de un sistema de transmisión interno de JTBC, pero que luego se comenzó a extender de cuatro a seis semanas, ya que coincidía con la transmisión de las elecciones programada para el 11 de abril. Kim también declaró que el programa se reanudaría el 18 de abril o la primera semana de mayo.
El 3 de abril, JTBC eliminó el título del programa de su parrilla para el 4 de abril sin citar ninguna razón particular para la eliminación. Un funcionario de la cadena reiteró que esto no era una indicación de cancelación, sino un "descanso" o "vacaciones" decidido internamente por la empresa, y había planes para reanudar la transmisión en la última parte del año. No se emitieron nuevos episodios posteriores al episodio del 14 de marzo, por lo que fue la transmisión final del programa.

## Presentadores
Yoon Doo-joon del grupo musical Beast y el actor Lee Hyun-woo fueron anunciados como anfitriones el 6 de diciembre de 2011. Ambos fueron anfitriones del programa desde el 8 de diciembre de 2011 hasta el 14 de marzo de 2012. En ocasiones, algunos anfitriones invitados reemplazaron a Yoon Doo-joon mientras estaba de gira con su banda.

### Presentadores oficiales
| Presentador   | Período                                      |
| ------------- | -------------------------------------------- |
| Yoon Doo-joon | 8 de diciembre de 2011 - 14 de marzo de 2012 |
| Lee Hyun-woo  | 8 de diciembre de 2011 - 14 de marzo de 2012 |

### Presentadores invitados
| Presentador   | Período                                   |
| ------------- | ----------------------------------------- |
| Bang Min-ah   | 13 de enero de 2012                       |
| G.NA          | 9 de febrero de 2012 - 7 de marzo de 2012 |
| Lee Jae-jin   | 14 de marzo de 2012                       |
| Choi Min-hwan | 14 de marzo de 2012                       |

## Sistema de chart
Music On Top implementó un sistema de gráficos que entró en vigencia a partir de enero de 2012. Fue el primer programa de música en introducir la votación SNS en tiempo real durante una transmisión en vivo. La puntuación se calculaba mediante el siguiente sistema de ponderación:
- Ventas sólidas (50%)
- Ventas de música (10%)
- Encuesta de calificación de audiencia (10%)
- Votación en línea (15%)
- Puntuaciones del panel especialista (5%)
- Votos en tiempo real de SNS (10%)

## Ganadores
| — | No hubo programa |

| Episodio | Fecha         | Artista       | Canción         | Ref.   |
| -------- | ------------- | ------------- | --------------- | ------ |
| 1        | 5 de enero    | Trouble Maker | «Trouble Maker» | [ 20 ] |
| 2        | 12 de enero   | IU            | «You and I»     | [ 21 ] |
| —        | 19 de enero   | T-ara         | «Lovey Dovey»   | [ 22 ] |
| 3        | 26 de enero   | T-ara         | «Lovey Dovey»   | [ 23 ] |
| 4        | 2 de febrero  | T-ara         | «Lovey Dovey»   |        |
| 5        | 9 de febrero  | T-ara         | «Lovey Dovey»   |        |
| 6        | 16 de febrero | F.T. Island   | «Severely»      |        |
| 7        | 22 de febrero | F.T. Island   | «Severely»      |        |
| 8        | 29 de febrero | F.T. Island   | «Severely»      |        |
| 9        | 7 de marzo    | Miss A        | «Touch»         |        |
| 10       | 14 de marzo   | Big Bang      | «Blue»          |        |
| 11       | 21 de marzo   | —             | —               | [ 12 ] |
| 12       | 28 de marzo   | —             | —               | [ 11 ] |